# Oosteinde 175
Het pand Oosteinde 175 is een eenvoudige kerk in de stad Delft, in de Nederlandse provincie Zuid-Holland. Oorspronkelijk was het pand in de tweede helft van de 17e eeuw gebouwd als woonhuis. Het huis maakte voorheen deel uit van de aardewerkfabriek De Porceleyne Fles. Het kerkgebouw is een rijksmonument, waarin momenteel een gemeente samenkomt uit het kerkverband der Gereformeerde Gemeenten.

## Interieur
De kerkzaal is bekleed met crème en grijswit geglazuurde tegels. Bij de jugendstil-decoraties is tevens gebruikgemaakt van goud, blauw en groen glazuur. 

## Exterieur
De gevel is vrijwel symmetrisch, op de hoeken zijn pilasters met jugendstilkapitelen. Naast het pand is een poortje, met daarboven het opschrift; Gereformeerde Gemeente. Verder is het woord 'Delft' te lezen op een uitspringend cirkelsegment. Ter weerszijden van de ingang boven een uitspringende plint een schijnnis, bestaande uit een zware latei, die gedragen wordt door dunne kolommetjes en waarop tussen twee cirkelsegmenten een vrouwenhoofd in reliëf te zien is. Boven de schijnnissen is een gedeeld venster met zogenaamde Moorse raampjes aanwezig. Hierboven is een brede lijst met 3 wapenschilden, waartussen zogenaamde fruitguirlandes en sint-jakobsschelpen. De gootlijst is bij de hoekpilasters en in het midden verhoogd; in de nis onder de verhoging is het jaartal 1911 te lezen. In dat jaar is het pand ingrijpend vernieuwd. In 1949 is het pand omgevormd tot kerk.

## Kerkelijke gemeente

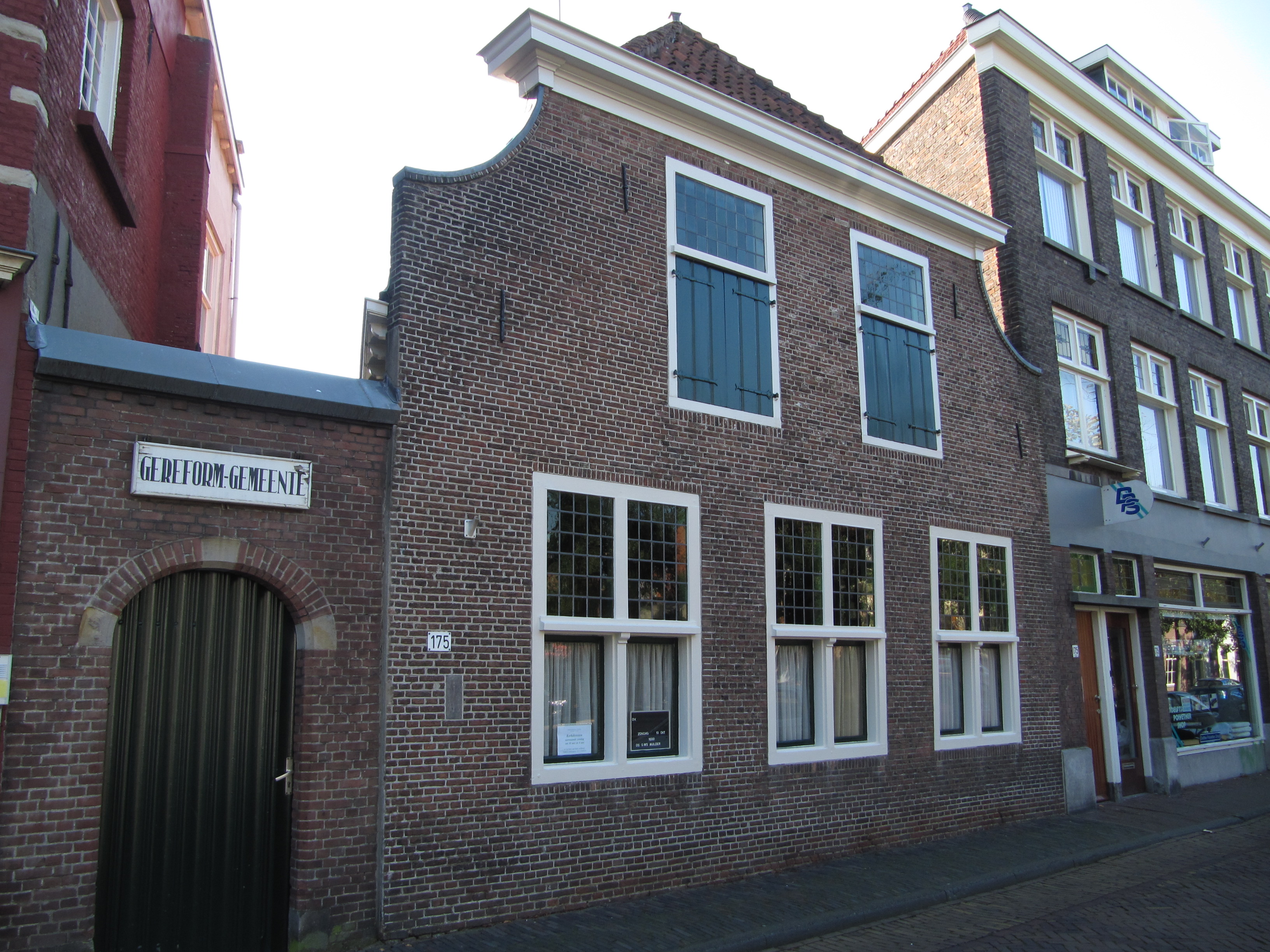
Het poortje geeft toegang tot het pand

De geschiedenis van de kerkelijke gemeente gaat terug tot de jaren 20 van de 20e eeuw. Dan worden er verschillende pogingen ondernomen om op geregelde tijden weekdiensten te houden. Hoewel men een en andermaal bijeenkomt, lijden deze pogingen schipbreuk. In 1948 wordt de zaak opnieuw opgepakt en ontstaat er een kleine kerkelijke gemeente, bestaande uit 11 mannen, 15 vrouwen en 24 doopleden. Hieronder zijn ook onder meer studenten aan de Technische Universiteit. In 1949 valt het besluit om het pand Oosteinde 175 aan te kopen en dit tot kerk te verbouwen. Dit pand was tot 1928 in bezit geweest van de bekende Delftse aardewerkfabriek ”De Porceleyne Fles”. In de loop der jaren werden verschillende verbouwingen uitgevoerd en is het interieur vernieuwd. Omdat het pand onder de Monumentenwet valt, had Monumentenzorg daarbij een duidelijke vinger in de pap. In het verleden is de gemeente in materieel opzicht meermalen door bekenden en onbekenden geholpen. Zo zorgde ouderling A. Vlasblom er in 1967 voor dat de met leer beklede stoelen van de commissaris van de Koningin en de gedeputeerden van Zuid-Holland in het bezit kwamen van de kerkelijke gemeente. En bij de laatste verbouwing, in 1994, ontving men van een particulier uit Den Haag een pijporgel. De in De Saambinder van 19 februari 1948 geuite wens, dat ‘het stekje onder de zegen des Heeren uitgroeie tot een boom’ is, in uitwendige zin althans, niet in vervulling gegaan. Tussen 1960 en 2005 schommelde het ledental tussen de 90 en 109.